# 弱次元
抽象代数学において、環 R 上の 0 でない右加群 M の弱次元（英: weak dimension）は、Tor群 TorR
n (M, N) が 0 でない左 R 加群 N が存在するような最大の数 n（そのような n が存在しなければ無限大）である。左 R 加群の弱次元も同様に定義される。弱次元は Cartan and Eilenberg (1956) によって導入された。弱次元は平坦加群による加群の分解の最短の長さであるので平坦次元 (flat dimension) と呼ばれることもある。加群の弱次元は射影次元を超えない。
環の弱大局次元 (weak global dimension) は TorR
n (M, N) が 0 でないような右 R 加群 M と左 R 加群 N が存在するような最大の数 n である。そのような n が存在しなければ、弱大局次元は無限大と定義される。それは環 R の左右の大局次元を超えない。

## 例

### 弱次元
- 整数環 Z 上の有理数の加群 Q の弱次元は 0 だが射影次元は 1 である。
- Z 上の加群 Q/Z の弱次元は 1 だが移入次元は 0 である。
- Z 上の加群 Z の弱次元は 0 だが移入次元は 1 である。

### 弱大局次元
- フォン・ノイマン正則環の弱大局次元は 0 であり、かつ、弱大局次元が 0 の環はフォン・ノイマン正則環に限る。
- プリューファー整域の弱大局次元は高々 1 である。
- 無限個の体の直積の弱大局次元は 0 だが大局次元は 0 でない。
- 環が右ネーターならば右大局次元は弱大局次元と同じであり、左大局次元を超えない。特に環が右かつ左ネーターならば左右の大局次元と弱大局次元はすべて同じである。
- 三角行列環（英語版） {\displaystyle {\begin{bmatrix}\mathbf {Z} &\mathbf {Q} \\0&\mathbf {Q} \end{bmatrix}}} の右大局次元は 1 で弱大局次元は 1 だが、左大局次元は 2 である。それは右ネーターだが左ネーターでない。